# 坎寧安冰川
84°16′S 173°45′E / 84.267°S 173.750°E
坎寧安冰川是南極洲的冰川，位於杜費克海岸，流經毛德王后山脈，最終在格雷峰以北9公里注入峽谷冰川，現時由南極條約體系管理。